# Juan Carlos Zambrano
Juan Carlos Zambrano (* 14. Oktober 1990 in Cali) ist ein kolumbianischer Fußballspieler auf der Position eines Stürmers.

## Karriere
Der in Cali geborene Stürmer spielte 2015/16 beim bolivianischen Verein Club Aurora. Zambrano bestritt zwei Spiele in der Copa Sudamericana 2015, jedoch schied Aurora nach zwei Niederlagen gegen den paraguayischen Vertreter Sportivo Luqueño in der 1. Runde des Wettbewerbs aus. 2016 wechselte der Offensivakteur zu Trasandino in die chilenische Segunda División. Ab Mitte 2017 spielte er bis Jahresende bei Ligakonkurrent Deportes Pintana. Weitere Stationen von Zambrano sind nicht belegt.